# Hans Enoksen
Hans Enoksen (1956) é um político que já foi primeiro-ministro da Groenlândia de 2002 até 2009, sendo sucedido por Kuupik Kleist.